# Ліпове (Лімановський повіт)
Ліпове (пол. Lipowe) — село в Польщі, у гміні Ліманова Лімановського повіту Малопольського воєводства.
Населення — 783 особи (2011).
У 1975-1998 роках село належало до Новосондецького воєводства.

## Демографія
Демографічна структура станом на 31 березня 2011 року:
|          | Загалом | Допрацездатний вік | Працездатний вік | Постпрацездатний вік |
| -------- | ------- | ------------------ | ---------------- | -------------------- |
| Чоловіки | 383     | 105                | 235              | 43                   |
| Жінки    | 400     | 112                | 219              | 69                   |
| Разом    | 783     | 217                | 454              | 112                  |